# 史特布林號驅逐艦 (DD-96)
史特布林號驅逐艦（舷號DD-96）是一艘美國海軍建造的驅逐艦，為維克斯級驅逐艦的22號艦。她是美軍第一艘以史特布林為名的軍艦，以紀念在美國內戰時期的海軍軍官康納內斯·史特布林（Cornelius Kinchiloe Stribling）。
史特布林號在1917年於霍河造船廠開始建造，在1918年下水服役。接著史特布林號派往大西洋及地中海護航商船。第一次世界大戰結束後，史特布林號留在大西洋海域執勤，並在1920年改裝為佈雷艇。1922年史特布林號在美國西岸退役封存，在1936年除籍，並於1937年作靶艦擊沉。